# NGC 7162
NGC 7162 est une galaxie spirale située dans la constellation de la Grue. Sa vitesse par rapport au fond diffus cosmologique est de 2 091 ± 17 km/s, ce qui correspond à une distance de Hubble de 30,8 ± 2,2 Mpc (∼100 millions d'al). NGC 7162 a été découverte par l'astronome britannique John Herschel en 1834.
La classe de luminosité de NGC 7162 est III et elle présente une large raie HI. De plus, c'est une galaxie LINER, c'est-à-dire une galaxie dont le noyau présente un spectre d'émission caractérisé par de larges raies d'atomes faiblement ionisés. Selon la base de données Simbad, NGC 7162 est une galaxie active de type Seyfert 2
À ce jour, quatre mesures non basées sur le décalage vers le rouge (redshift) donnent une distance égale à 34,950 ± 4,481 Mpc (∼114 millions d'al), ce qui est à l'intérieur des valeurs de la distance de Hubble.

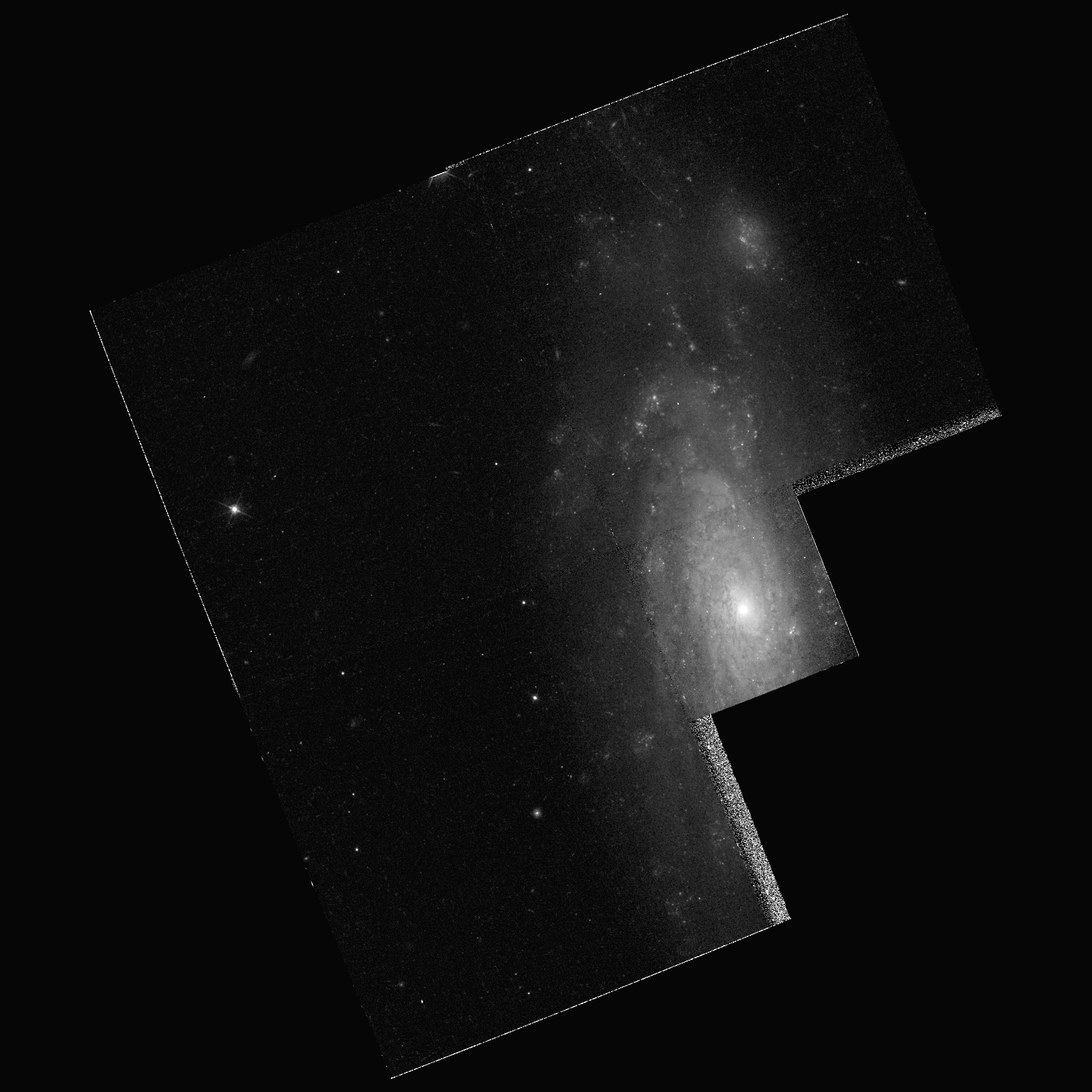
NGC 7162 selon les données du télescope spatial Hubble.

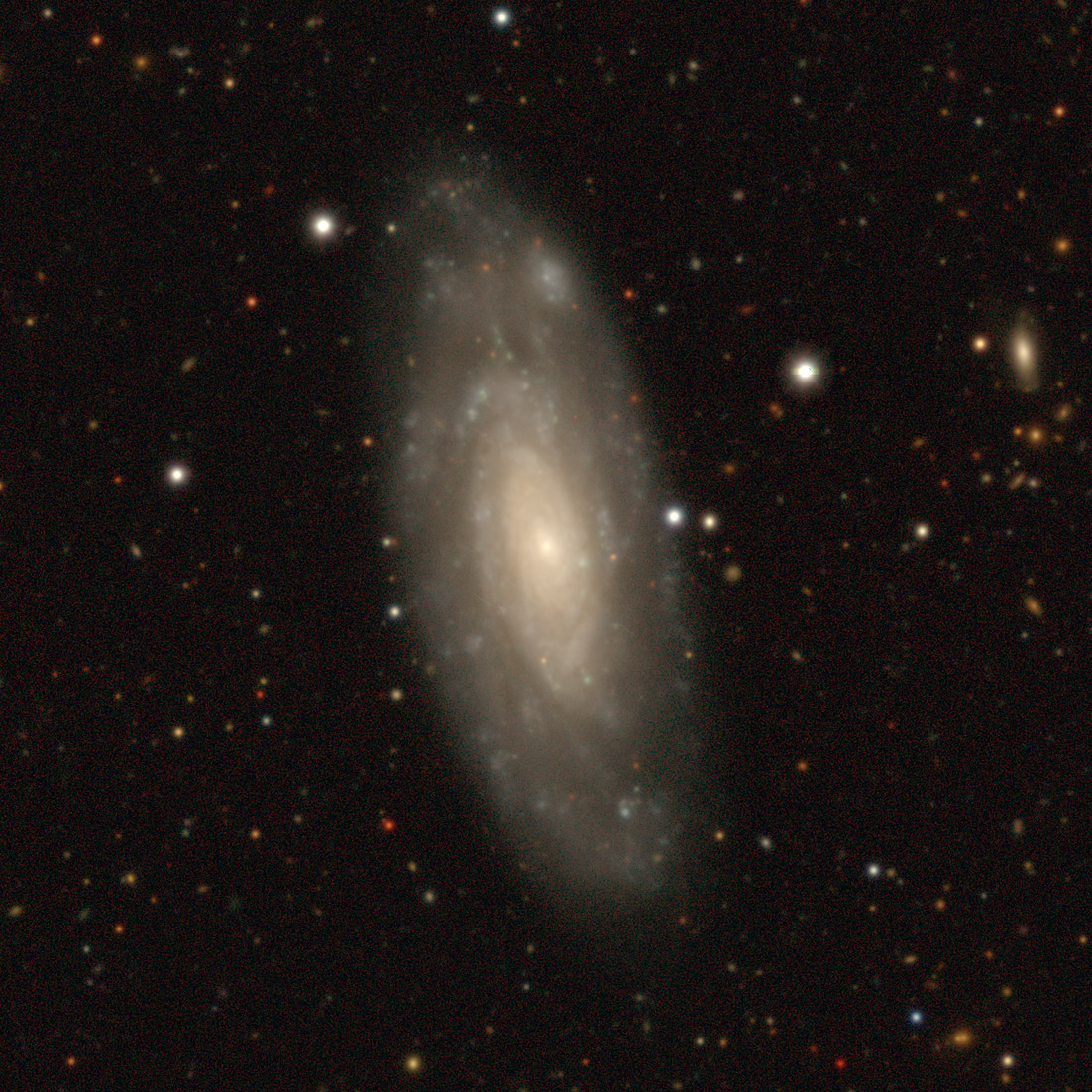
NGC 7162 par le projet « Legacy Surveys DR10 ».

## Groupe de NGC 7162
Selon A. M. Garcia, NGC 7162 est la principale galaxie d'un groupe qui porte son nom. Le groupe de NGC 7162 renferme au moins quatre galaxies. Les trois autres galaxies du groupe sont NGC 7166, NGC 7162A (PGC 67818) et ESO 288-25.
D'autre part, NGC 7162 et NGC 7166 forment une paire de galaxie,